# Capone (fotbollsspelare)
Capone (Riktigt namn: Carlos Alberto de Oliveira), född den 23 maj 1972 i Campinas, är en brasiliansk fotbollsspelare som spelar som försvarare för Matsubara.